# 阿瑟納爾圖書館

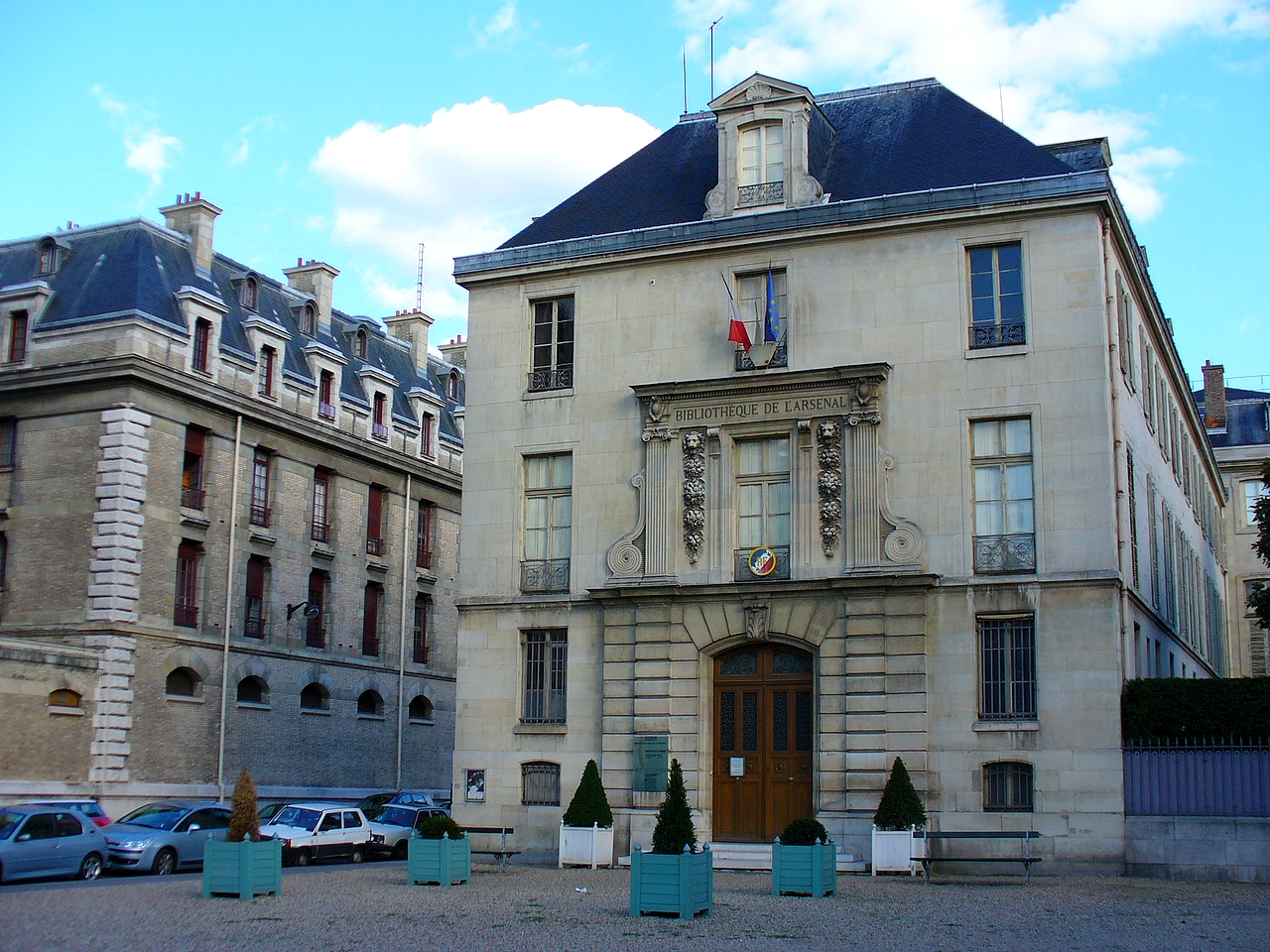
圖書館正門。

阿瑟納爾圖書館（法語：Bibliothèque de l'Arsenal），位於法國首都巴黎四區的一座圖書館，建立於十六世紀弗朗索瓦一世國王時期，其用途是存放武器彈藥的倉庫，後來改為圖書館，法國人至今稱之為武器庫圖書館。自從1934年以來，該館成為法國國家圖書館的一部分。
武器庫圖書館具有約一百萬冊書籍，其中十五萬早於1880年，另有一萬兩千多件手稿，十萬件版刻作品，三千種地圖。

## 外部連結
- Webpage about the library （法文）

48°51′01″N 2°21′48.70″E / 48.85028°N 2.3635278°E